# Giuseppe Schirò (Bischof, 1846)
Giuseppe Schirò (* 1. Januar 1846 in Contessa Entellina, Sizilien; † 1. August 1927 ebenda) war ein italienischer Priester der italo-albanischen Kirche (Chiesa bizantina cattolica in Italia) und Titularerzbischof der römisch-katholischen Kirche.

## Leben
Giuseppe Schirò gehörte zur ethischen Gruppe der Arbëresh (Albaner) auf Sizilien. Seine Ausbildung zum Priester erhielt er in Rom am Pontificio Collegio Greco di Sant’Atanasio und am Collegio der Propaganda Fide. Im Juli 1868 wurde er in Palermo zum Priester geweiht und anschließend als Priester in seinem Geburtsort Contessa Entellina tätig, daneben als Studienpräfekt am griechisch-albanischen Priesterseminar in Palermo. 1874 wurde er Priester der griechisch-byzantinischen Gemeinde auf Malta. Am 30. Juli 1889 ernannte Papst Leo XIII. ihn zum Titularbischof von Gadara. Am 18. August 1889 empfing er in der Kirche San Nicolò dei Greci in Palermo die Bischofsweihe durch Giuseppe Masi, Titularbischof von Tempe. Als „vescovo ordinante“ war er für die italo-albanischen Gläubigen in Kalabrien und das Collegio italo-albanese di S. Adriano (Collegio Corsini) in San Demetrio Corone zuständig. 1890 wurde er Koadjutor von Stefano Stefanopoli, Prälat des byzantinischen Ritus an Sant’Atanasio dei Greci in Rom. Am 29. November 1895 ernannte der Papst ihn zum Titularerzbischof von Neocaesarea in Ponto. 1902 zog er sich vom Pfarrdienst zurück, blieb jedoch weiter als Prediger aktiv. 1923 zog er sich in seinen Geburtsort zurück, wo er auch starb.

## Familie
Giuseppe Schirò s Neffe war der Byzantinist Giuseppe Schirò (1905–1984).